# Duncan Free
Duncan Seth Free (Hobart, 25 mei 1973) is een Australisch roeier. Hij maakte zijn debuut tijdens de Wereldkampioenschappen roeien 1994 met een vierde plaats in de dubbel-vier. Tijdens zijn eerste olympische optreden behaalde hij de bronzen medaille in de dubbel-vier. Op de Wereldkampioenschappen roeien 1997 en 1999 behaalde Free de bronzen medaille. Tijdens de Olympische Zomerspelen 2000 in zijn thuisland bleef hij net buiten de medailles door een vierde plaats. Na een overstap naar de skiff in de tussenliggende jaren keerde Free voor de Olympische Zomerspelen 2004 terug naar de dubbel-vier en behaalde een zevende plaats. Na afloop van de Olympische Zomerspelen 2004 stapte hij over naar het boordroeien, namelijk de twee-zonder-stuurman. Free vormde een duo met Drew Ginn. Tijdens de wereldkampioenschappen roeien 2006 en 2007 wonnen ze de wereldtitel en een jaar later de olympische titel. In 2012 beëindigde Free zijn carrière.

## Resultaten
- Wereldkampioenschappen roeien 1994 in Indianapolis 4e in de dubbel-vier
- Wereldkampioenschappen roeien 1995 in Tampere 8e in de dubbel-vier
- Olympische Zomerspelen 1996 in Atlanta  in de dubbel-vier
- Wereldkampioenschappen roeien 1997 in Aiguebelette-le-Lac  in de dubbel-twee
- Wereldkampioenschappen roeien 1998 in Keulen in de dubbel-twee
- Wereldkampioenschappen roeien 1999 in St. Catharines  in de dubbel-vier
- Olympische Zomerspelen 2000 in Sydney 4e in de dubbel-vier
- Wereldkampioenschappen roeien 2001 in Luzern 4e in de skiff
- Wereldkampioenschappen roeien 2003 in Milaan 5e in de skiff
- Olympische Zomerspelen 2004 in Athene 7e in de dubbel-vier
- Wereldkampioenschappen roeien 2006 in Eton  in de twee-zonder-stuurman
- Wereldkampioenschappen roeien 2007 in München  in de twee-zonder-stuurman
- Olympische Zomerspelen 2008 in Peking  in de twee-zonder-stuurman
- Wereldkampioenschappen roeien 2010 in Cambridge 14e in de skiff

1904: Robert Farnan & Joseph Ryan ·
1908: Reginald Fenning & Gordon Thomson ·
1924: Teun Beijnen & Willy Rösingh ·
1928: Kurt Moeschter & Bruno Müller ·
1932: Lewis Clive & Hugh Edwards ·
1936: Willi Eichhorn & Hugo Strauß ·
1948: Jack Wilson & Ran Laurie ·
1952: Charles Logg & Thomas Price ·
1956: James Fifer & Duvall Hecht ·
1960: Valentin Borejko & Oleg Golovanov ·
1964: George Hungerford & Roger Jackson ·
1968: Jörg Lucke & Heinz-Jürgen Bothe ·
1972: Siegfried Brietzke & Wolfgang Mager ·
1976: Jörg Landvoigt & Bernd Landvoigt ·
1980: Jörg Landvoigt & Bernd Landvoigt ·
1984: Petru Iosub & Valer Toma ·
1988: Andy Holmes & Steve Redgrave ·
1992: Steve Redgrave & Matthew Pinsent ·
1996: Steve Redgrave & Matthew Pinsent ·
2000: Michel Andrieux & Jean-Christophe Rolland ·
2004: Drew Ginn & James Tomkins ·
2008: Drew Ginn & Duncan Free ·
2012: Eric Murray & Hamish Bond ·
2016: Eric Murray & Hamish Bond ·
2020: Martin Sinković & Valent Sinković ·
2024: Martin Sinković & Valent Sinković